# 樹枝
樹枝（twig），或作尾枝、小枝、細枝、新枝或嫩枝，在植物學或樹藝學指的是不論喬木或灌木的幼枝。
樹枝上的枝芽（Bud）是診斷樹枝健康的重要特徵，而葉子脫落時留下的疤痕亦同樣重要。枝條上树皮紀錄有其表面特徵，除了有其顏色、紋理及花紋，不同的樹種還有由莖或樹葉特化的尖刺，都是樹枝的表面特徵。而枝條的髓（pith）會留意其厚度、性質，以及有沒有為區間受傷部位而形成的空間。
樹枝本身的類型也有兩種：植物枝條和結果刺。結果刺是特化了的樹枝，一般都從樹枝的兩側分枝，粗短和生長緩慢，還有紀錄季節變遷的環形標記。樹枝的年齡和生長速度可以通過計算冬季末端芽鱗疤痕或環形標記，沿著樹枝的長度來確定。